# Straßenlauf-Länderkampf der Männer 1969 BR Deutschland – Niederlande – Schweiz
| 2. Leichtathletik-Länderkampf mit bundesdeutscher Beteiligung 1969       | 2. Leichtathletik-Länderkampf mit bundesdeutscher Beteiligung 1969 |
| ------------------------------------------------------------------------ | ------------------------------------------------------------------ |
|                                                                          |                                                                    |
| Straßenlauf-Vergleich der Männer: BR Deutschland – Niederlande – Schweiz |                                                                    |
| Austragungsort                                                           | Burgdorf bei Hannover                                              |
| Wettbewerbe                                                              | 1                                                                  |
| Datum                                                                    | 18. Mai                                                            |
| 1. FRG 2. NLD 3. SUI                                                     | 8:20:33,6 h 8:30:16,8 h 8:38:13,6 h                                |
| Chronik                                                                  |                                                                    |
| ← GBR-FRG Geher (M)                                                      | CSK-FRG Geher (M)→                                                 |

Im zweiten Vergleich des Länderkampfjahres 1969 wurde der siebte Straßenlauf-Länderkampf zwischen den drei Nationen Bundesrepublik Deutschland, Niederlande und Schweiz veranstaltet. Die Begegnung wurde am 18. Mai in Burgdorf bei Hannover ausgetragen. Die ersten sechs Aufeinandertreffen seit 1963, als Luxemburg als vierte Nation dabei gewesen war, hatte das bundesdeutsche Team für sich entschieden. Die Niederlande hatten von 1963 bis 1965 sowie 1967 und 1968 jeweils den zweiten Platz belegt.

## Wettbewerbe und Modus
Wie immer in den Straßenlauf-Länderkämpfen wurde ein Rennen über dreißig Kilometer durchgeführt. Jede Nation stellte maximal sechs Läufer, von denen die fünf Besten über die Addition ihrer Zeiten gewertet wurden. Die Schweiz trat nur mit fünf Läufern an, die alle gewertet wurden.

## Ergebnis
Mit den Rängen eins, drei, fünf, sieben und acht lagen die bundesdeutschen Läufer am Ende gut platziert. Auch in der Addition der Zeiten liefen sie damit bei einer Gesamtzeit von 8:20:33,6 h einen deutlichen Vorsprung heraus. Ca. neuneinhalb Minuten dahinter belegten die niederländischen Vertreter mit 8:30:16,8 h wieder Rang zwei. Knapp weitere acht Minuten dahinter kamen die Schweizer Teilnehmer mit 8:38:13,6 h auf den dritten Platz.

## Legende
Kurze Übersicht zur Bedeutung der Symbolik – so üblicherweise auch in sonstigen Veröffentlichungen verwendet:
| DNF | nicht im Ziel (did not finish) |

### 30-km-Straßenlauf
| Platz | Athlet                        | Land | Zeit (h)               |
| ----- | ----------------------------- | ---- | ---------------------- |
| 01    | Karl-Heinz Sievers            | FRG  | 1:37:16,8              |
| 02    | Aad Steylen                   | NLD  | 1:38:07,2              |
| 03    | Ewald Lork                    | FRG  | 1:38:19,4              |
| 04    | Josef Gwerder                 | SUI  | 1:39:27,6              |
| 05    | Hans Hellbach                 | FRG  | 1:39:45,2              |
| 06    | Wim Hol                       | NLD  | 1:40:43,0              |
| 07    | Bernd Schleberger             | FRG  | 1:41:39,2              |
| 08    | Hans van Kasteren             | NLD  | 1:42:21,0              |
| 09    | Alois Gwerder                 | SUI  | 1:42:30,2              |
| 10    | Rudi Mol                      | NLD  | 1:43:17,2              |
| 11    | Friedrich-Wilhelm Wiggershaus | FRG  | 1:43:31,0              |
| 12    | Heinz Hasler                  | SUI  | 1:44:20,8              |
| 13    | Albrecht Moser                | SUI  | 1:44:43,2              |
| 14    | Walter Weba                   | FRG  | 1:45:02,2              |
| 15    | Kees Clement                  | NLD  | 1:45:48,4              |
| 16    | Josef Setz                    | SUI  | 1:47:11,8              |
| DNF   | Jan Knipperberg               | NLD  | Aufgabe nach ca. 20 km |